# 成瀬正親
成瀬 正親（なるせ まさちか）は、江戸時代前期から中期にかけての尾張藩の御附家老、尾張犬山藩3代当主。官位は従五位下・隼人正。

## 略歴
2代当主・成瀬正虎の長男として誕生。幼名は小吉。
明暦元年（1655年）に尾張に帰り、翌明暦2年（1656年）に徳川光友から部屋住領として5000石が与えられた。万治2年（1659年）、父の隠居により跡を継いだ。このとき、尾張藩より父の隠居料固辞により5000石の加増を受けて3万5000石を領することとなり、尾張藩の中でも最高の知行を領するようになった。12月に従五位下・信濃守に任じられた。寛文元年（1661年）2月、徳川光友により、正親と竹腰正晴は尾張家では格別であるため、重要事項以外の雑務を免じて藩主の在府時は書状への加判も必要ない、とされた。9月、隼人正に転任。

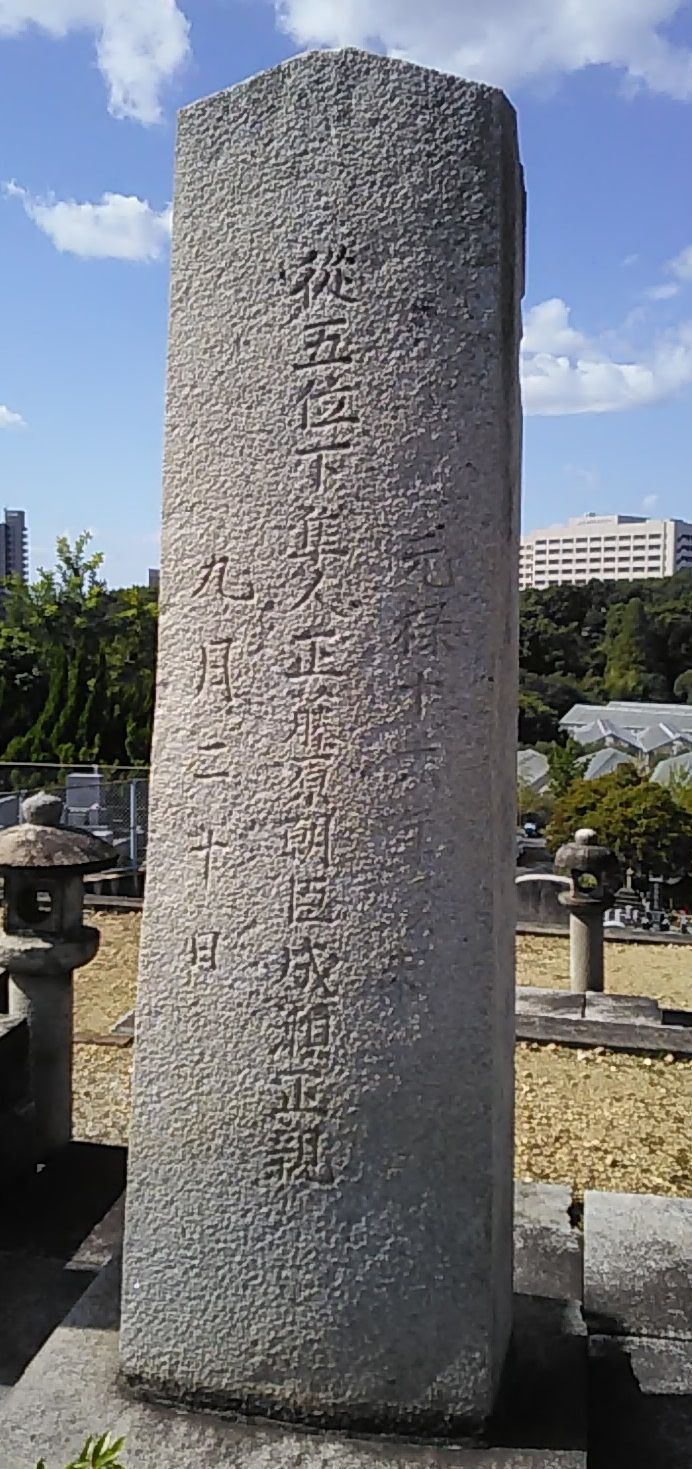
成瀬正親の墓(名古屋市平和公園)

元禄16年（1703年）9月20日、65歳で死去し、跡を長男の正幸が継いだ。法号は柏貞院殿節功良忠居士。
成瀬家の菩提寺は臨溪院（愛知県犬山市）や白林寺（名古屋市中区）など複数ある。このうち臨溪院の成瀬家墓所には墓碑がある。また白林寺の墓所は名古屋市の戦災復興土地区画整理事業により平和公園に移動した。

## 評価
- 「花守夢物語」という書において、正親は父の代からの蓄財を浪費し、家計が維持できないとなると譜代の家臣75人に暇を出し、佞臣を重用し、家中の騒動が近国まで聞こえ、3.5万石も与えるのは尾張藩の無駄だと酷評している[1]。

## 系譜
父母
- 成瀬正虎（父）

正室
- 小出吉重の娘

子女
- 成瀬正幸（長男）
- 関長治正室